# گرانشوتس
گرانشوتس (به آلمانی: Granschütz) یک منطقهٔ مسکونی در آلمان است که در هوهنمولزن واقع شده‌است. گرانشوتس ۱٬۱۴۶ نفر جمعیت دارد.